# Jean-Louis Emmery
Jean-Louis Claude Emmery, conde de Grozyeulx (26 de abril de 1742, Metz - 15 de julio de 1823, Château de Grozyeulx), fue un magistrado y político francés. Fue presidente de la Asamblea Constituyente del 25 de septiembre al 9 de octubre de 1790, luego del 4 al 17 de enero de 1791.

## Biografía
Jean-Louis Emmery nació en Metz el 26 de abril de 1742. Proveniente de una familia de origen judío, que había abrazado el catolicismo durante dos generaciones, Jean-Louis es hijo de un fiscal del Parlamento de Metz.
Cuando estalló la Revolución Francesa en 1789, Jean-Louis Emmery era abogado en Metz. Luego adoptó ideas revolucionarias y, el 16 de marzo de 1789, fue elegido diputado del tercer partido a los Estados Generales, por el Bailliage de Metz, con 22 votos de los 23 votantes. Jean-Louis Emmery siendo muy activo allí, fue elegido presidente de la Asamblea Constituyente del 26 de septiembre al 9 de octubre de 1790, luego de 3 de enero al 18 de 1791. El 16 de mayo de 1791, también fue elegido juez en el Tribunal de Casación.

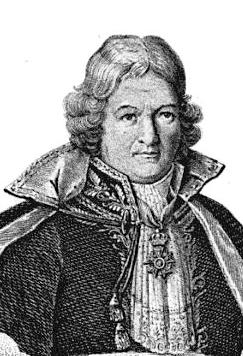
J.-L. Emery, Senador